# Vagttårnets Bibelskole Gilead
Vagttårnets Bibelskole Gilead, (engelsk: Watch Tower Bible College of Gilead eller engelsk: Watch Tower Bible School of Gilead) som ofte bare kaldes Gileadskolen eller Gilead, er det officielle navn på en skole som drives af Jehovas vidner og som er den vigtigste skole på Vagttårnets undervisningcenter i Patterson, New York. Skolen er først og fremmest kendt for oplæring af missionærer. I dag sorterer imidlertid også andre former for undervisning under Vagttårnets Bibelskole Gilead.

## Baggrund
I 1942, mens krigen var på sit højeste, foreslog selskabet Vagttårnets præsident, Nathan Homer Knorr, at skolen skulle oprettes med tanke på at effektivisere missionsarbejdet over hele verden. Den første klasse begyndte 1. februar 1943, og fem måneder senere begyndte de som havde gennemgået oplæringen at prædike i fremmede lande, heriblandt Cuba. I 1956 forkyndte gileadnitterne i omkring hundrede forskellige lande. Over 130 klasser (8.000 vidner) har gennemført kurserne siden 1943.
- 1943 − 1960: Kingdom Farm in Lansing, New York[7]
- 1961 − 1988: Vagttårnet Bibel og Traktatselskabets hovedkontor i Brooklyn, New York[8]
- 1988 − 1995: Watchtower Farms i Wallkill, Ulster County, New York[9]
- 1995 − nuværende: Watchtower Educational Center i Patterson, New York[9]

## Undervisning
Der afholdes to klasser hvert år. I dag er det hovedsagelig ægtepar som gennemgår kurserne og som har været med i heltidsforkyndelsen i flere år. De bliver udsendt til forskellige dele af verden.
Biblen udgør hovedparten af undervisningen. De vil også få oplæring i at møde de udfordringer det fører med sig at prædike udenlands og i fremmede kulturer.
Tjenesteoplæringskolen er en skole som blev oprettet i 1987. Den holdes for ugifte ældste og menighedstjenere. De kan blive sendt til steder med specielle behov efter at have gennemgået denne oplæring. For eksempel kan det være snak om små menigheder eller menigheder med få ældste eller menighedstjenere, eller menigheder med store distrikter hvor der i begrænset udstrækning prædikes. Nogen af dem kan også begynde at tjene i den menighed de kommer fra. De gennemgår en oplæring hvor mange lærespørgsmål bliver taget op, ikke mindst hvordan problemer i menighederne skal behandles, og andre administrative og organisationsmæssige spørgsmål.
Oplæring for rejsende tilsynsmænd (der besøger flere menigheder) og personer som tilhører afdelingskontorerne finder også sted ved skolen. Rejsende tilsynsmænd får på disse kurserne oplæring i alle dele af deres tjeneste. Det gælder blandt andet deres opgaver med at holde taler på møder og stævner, og hvordan de kan samarbejde effektivt med afdelingskontorerne. Også deres koner gennemgår noget af programmet sammen med sine ægtemænd.
Den 14. marts 2015 var omkring 14.000 samlet til afslutningshøjtideligheden for den 138. klasse ved Vagttårnets Bibelskole Gilead på Jehovas vidners undervisningcenter i Patterson i staten New York, og flere andre så programmet via videoforbindelse til forskellige steder i Canada, USA, Jamaica og Puerto Rico.